# Крушик
Крушик холдинг корпорација је српско државно предузеће за производњу одбрамбене и цивилне опреме, са седиштем у Ваљеву.
Предузеће је основано 1939. године у тадашњој Краљевини Југославији, за потребе тадашње југословенске одбрамбене индустрије и војске. Данас предузеће представља Владу и војно-индустријски комплекс Србије у области производње одбрамбене и цивилне опреме. Предузеће сарађује са Копненом Војском Србије, Војнотехничким институтом Београд, Yugoimport-ом и многим другим приватним предузећима у Србији и свету на производњи новог наоружања и система. Предузеће такође обезбеђује дизајн оружја, заједничко учешће у продаји и трансфер технологије производње.

## Контроверзе
У септембру 2019. истраживачка новинарка Диљана Гајтанџијева открила је низ докумената који показују да је оружје које је произвео Крушик продато америчком савезном извођачу Alliant Techsystems завршило у рукама бораца ИСИС-а у Јемену. Ово откриће довело је до хапшења Александра Обрадовића, ИТ радника у предузећу, 18. септембра, због сумње да је одавао тајне предузећа. Вест о његовом хапшењу није објављена у јавности све док почетком октобра издање НИН-а није објавило да је он приведен. Пуштен је из затвора и стављен у кућни притвор 14. октобра. Савет Европе је 21. новембра обавестио да је узбуњивач Александар Обрадовић у кућном притвору. Ови догађаји су били један од покретача антивладиних протеста.
Дана 21. новембра је објављено да су проруски сепаратисти рекли да су пронашли неексплодирану српску минобацачку бомбу у источној Украјини: њоме су трговала српска, кипарска и пољска предузећа, а Србија није овластила за испоруку Украјини.